# Lekkoatletyka na Letnich Igrzyskach Olimpijskich 1936 – bieg na 800 m mężczyzn

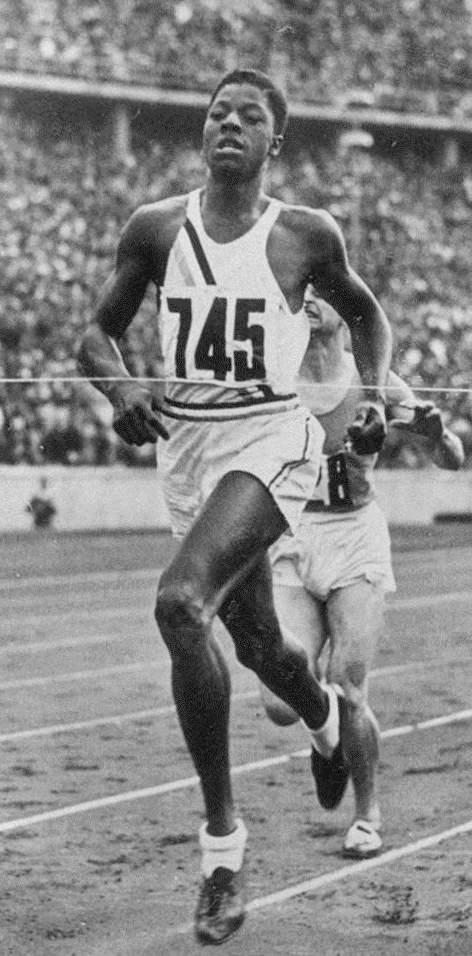
John Woodruff

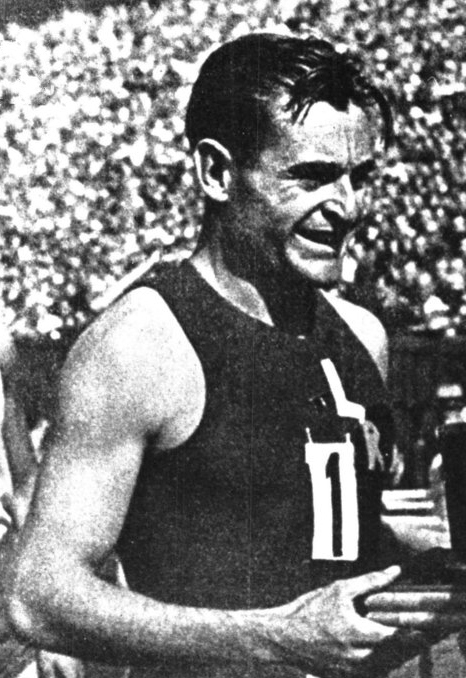
Mario Lanzi

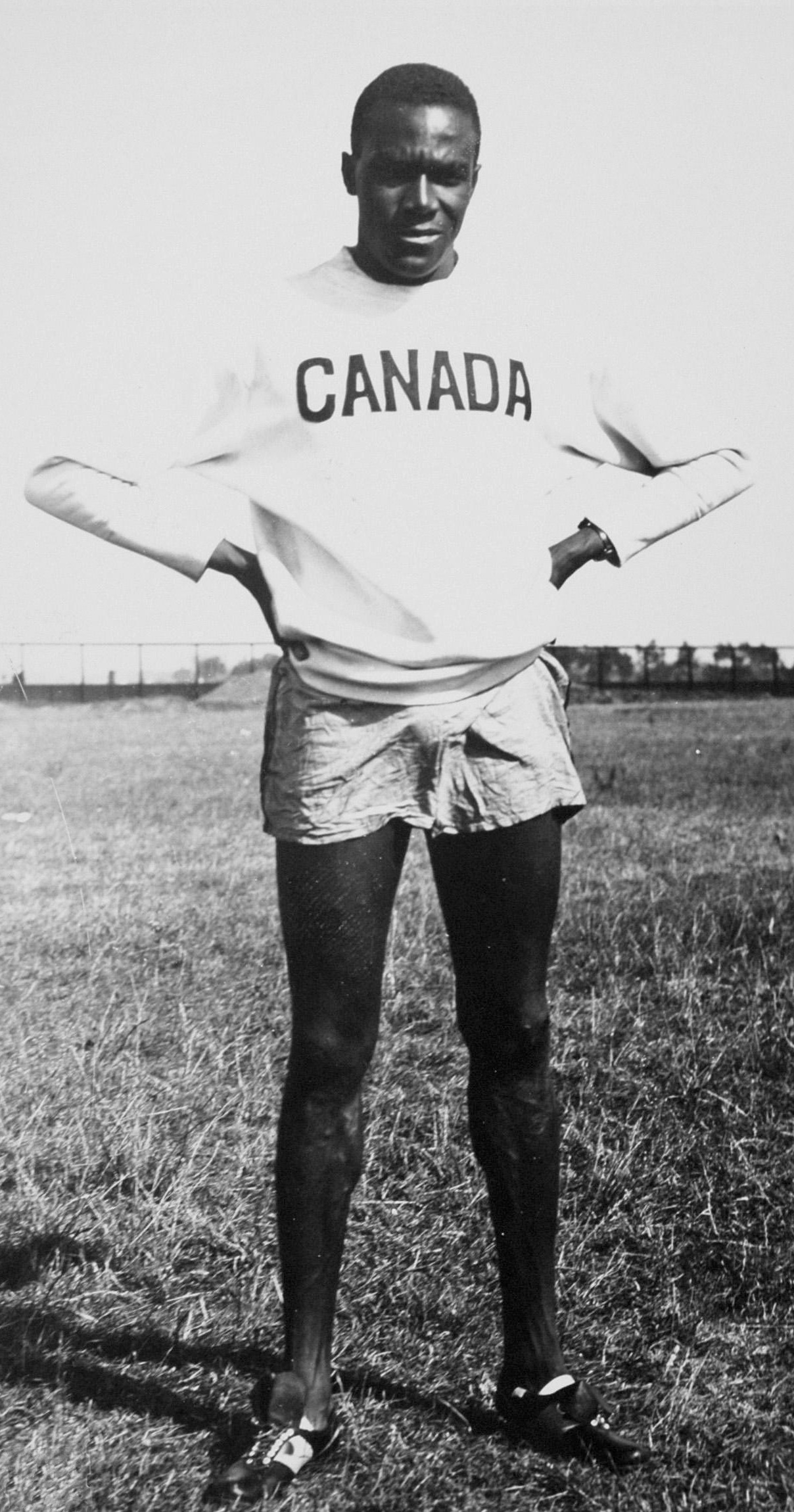
Phil Edwards

Bieg na 800 metrów mężczyzn był jedną z konkurencji rozgrywanych podczas XI Letnich Igrzysk Olimpijskich. Biegi zostały rozegrane w dniach 2, 3 i 4 sierpnia 1936 roku na Stadionie Olimpijskim w Berlinie. Wystartowało 42 zawodników z 23 krajów.

## Rekordy
|                   | Zawodnik       | Wynik  | Miejsce     | Data                 |
| ----------------- | -------------- | ------ | ----------- | -------------------- |
| Rekord świata     | Thomas Hampson | 1:49,8 | Los Angeles | 2 sierpnia 1932(dts) |
| Rekord świata     | Ben Eastman    | 1:49,8 | Princeton   | 16 czerwca 1934(dts) |
| Rekord olimpijski | Thomas Hampson | 1:49,8 | Los Angeles | 2 sierpnia 1932(dts) |

## Terminarz
| Data            |            | Godzina |
| --------------- | ---------- | ------- |
| 2 sierpnia 1936 | Eliminacje | 16:00   |
| 3 sierpnia 1936 | Półfinały  | 17:15   |
| 4 sierpnia 1936 | Finał      | 17:45   |

## Wyniki

### Eliminacje
Z każdego z 6 biegów do półfinału awansowało po czterech najlepszych zawodników.

#### Bieg 1
| Poz. | Zawodnik           | Reprezentacja     | Czas   | Uwagi |
| ---- | ------------------ | ----------------- | ------ | ----- |
| 1.   | Phil Edwards       | Kanada            | 1:53,7 | Q     |
| 2.   | Chuck Hornbostel   | Stany Zjednoczone | 1:53,7 | Q     |
| 3.   | Jean Verhaert      | Belgia            | 1:54,3 | Q,    |
| 4.   | Ferenc Temesvári   | Węgry             | 1:55,0 | Q     |
| 5.   | Pierre Hemmer      | Luksemburg        | 1:56,3 |       |
| 6.   | Rudolf Harbig      | III Rzesza        | 1:56,8 |       |
| 7.   | Francisco Váldez   | Peru              |        |       |
| 8.   | Stawros Welkopulos | Grecja            |        |       |
| –    | Erik Wennberg      | Szwecja           | DNS    |       |

#### Bieg 2
| Poz. | Zawodnik                 | Reprezentacja     | Czas   | Uwagi |
| ---- | ------------------------ | ----------------- | ------ | ----- |
| 1.   | Harry Williamson         | Stany Zjednoczone | 1:56,2 | Q     |
| 2.   | Ab Conway                | Kanada            | 1:56,2 | Q     |
| 3.   | Pat Boot                 | Nowa Zelandia     | 1:56,6 | Q     |
| 4.   | Emil Hübscher            | Austria           | 1:57,3 | Q     |
| 5.   | Emil Goršek              | Jugosławia        | 1:59,5 |       |
| 6.   | Carlos Marcenaro         | Peru              | 2:00,8 |       |
| –    | Abu Al-Yazid El-Halawani | Królestwo Egiptu  | DNS    |       |
| –    | René Morel               | Francja           | DNS    |       |
| –    | Ossi Teileri             | Finlandia         | DNS    |       |

#### Bieg 3

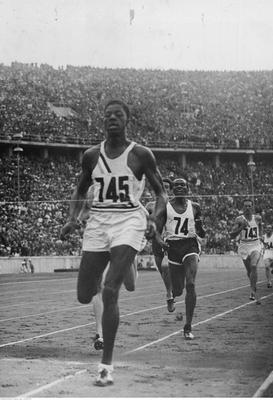
Finisz biegu finałowego: Woodruff (nr 745), Edwards (nr 74) i Hornbostel (nr 743)

| Poz. | Zawodnik            | Reprezentacja     | Czas   | Uwagi |
| ---- | ------------------- | ----------------- | ------ | ----- |
| 1.   | Brian MacCabe       | Wielka Brytania   | 1:54,5 | Q     |
| 2.   | Raymond Petit       | Francja           | 1:54,8 | Q     |
| 3.   | Hjalmar Johannessen | Norwegia          | 1:54,9 | Q     |
| 4.   | Ewald Mertens       | III Rzesza        | 1:55,1 | Q     |
| 5.   | Clarke Scholtz      | Południowa Afryka | 1:57,6 |       |
| 6.   | Toshinao Tomie      | Japonia           | 1:59,9 |       |
| 7.   | Stanislav Otáhal    | Czechosłowacja    |        |       |
| 8.   | Gyan Bhalla         | Indie Brytyjskie  |        |       |
| –    | Fritz Sollberger    | Szwajcaria        | DNS    |       |

#### Bieg 4
| Poz. | Zawodnik         | Reprezentacja     | Czas   | Uwagi |
| ---- | ---------------- | ----------------- | ------ | ----- |
| 1.   | Gerald Backhouse | Australia         | 1:57,7 | Q     |
| 2.   | Miklós Szabó     | Węgry             | 1:57,8 | Q     |
| 3.   | John Woodruff    | Stany Zjednoczone | 1:58,7 | Q     |
| 4.   | Frank Handley    | Wielka Brytania   | 1:58,9 | Q     |
| 5.   | Evžen Rošický    | Czechosłowacja    | 1:59,5 |       |
| 6.   | Paul Martin      | Szwajcaria        | 2:00,0 |       |
| 7.   | Charles Stein    | Luksemburg        |        |       |
| –    | Francisc Nemeș   | Rumunia           | DNS    |       |
| –    | Eric Ny          | Szwecja           | DNS    |       |

#### Bieg 5
| Poz. | Zawodnik                 | Reprezentacja     | Czas   | Uwagi |
| ---- | ------------------------ | ----------------- | ------ | ----- |
| 1.   | Jack Powell              | Wielka Brytania   | 1:56,0 | Q     |
| 2.   | Mario Lanzi              | Włochy            | 1:56,1 | Q     |
| 3.   | Franz Eichberger         | Austria           | 1:56,3 | Q     |
| 4.   | József Vadas             | Węgry             | 1:56,5 | Q     |
| 5.   | Willie Botha             | Południowa Afryka | 1:57,0 |       |
| 6.   | Grigorios Georgakopoulos | Grecja            | 1:57,3 | [ 4 ] |
| 7.   | Jack Liddle              | Kanada            |        |       |
| –    | Miguel Castro            | Chile             | DNS    |       |

#### Bieg 6
| Poz. | Zawodnik             | Reprezentacja     | Czas   | Uwagi |
| ---- | -------------------- | ----------------- | ------ | ----- |
| 1.   | Juan Carlos Anderson | Argentyna         | 1:55,1 | Q     |
| 2.   | Kazimierz Kucharski  | Polska            | 1:55,7 | Q     |
| 3.   | Wolfgang Dessecker   | III Rzesza        | 1:56,0 | Q     |
| 4.   | René Soulier         | Francja           | 1:56,1 | Q     |
| 5.   | William Lindeque     | Południowa Afryka | 1:56,4 |       |
| 6.   | Kumao Aochi          | Japonia           | 1:56,8 |       |
| –    | Jia Lianren          | Chiny             | DNS    |       |
| –    | Karlo Nikhazi        | Jugosławia        | DNS    |       |

### Półfinały
Z każdego z półfinałów do finału awansowało trzech najlepszych zawodników.

#### Bieg 1
| Poz. | Zawodnik             | Reprezentacja     | Czas   | Uwagi |
| ---- | -------------------- | ----------------- | ------ | ----- |
| 1.   | John Woodruff        | Stany Zjednoczone | 1:52,7 | Q     |
| 2.   | Kazimierz Kucharski  | Polska            | 1:54,7 | Q     |
| 3.   | Juan Carlos Anderson | Argentyna         | 1:54,8 | Q     |
| 4.   | Miklós Szabó         | Węgry             | 1:55,1 |       |
| 5.   | Wolfgang Dessecker   | III Rzesza        | 1:55,3 |       |
| 6.   | Franz Eichberger     | Austria           | 1:56,2 |       |
| 7.   | Pat Boot             | Nowa Zelandia     |        |       |
| 8.   | Frank Handley        | Wielka Brytania   |        |       |

#### Bieg 2
| Poz. | Zawodnik         | Reprezentacja     | Czas   | Uwagi |
| ---- | ---------------- | ----------------- | ------ | ----- |
| 1.   | Harry Williamson | Stany Zjednoczone | 1:53,1 | Q     |
| 2.   | Gerald Backhouse | Australia         | 1:53,2 | Q,    |
| 3.   | Phil Edwards     | Kanada            | 1:53,2 | Q     |
| 4.   | Jack Powell      | Wielka Brytania   | 1:54,8 |       |
| 5.   | Ewald Mertens    | III Rzesza        | 1:54,9 |       |
| 6.   | René Soulier     | Francja           | 1:56,8 |       |
| 7.   | Emil Hübscher    | Austria           |        |       |
| 8.   | József Vadas     | Węgry             |        |       |

#### Bieg 3
| Poz. | Zawodnik            | Reprezentacja     | Czas   | Uwagi |
| ---- | ------------------- | ----------------- | ------ | ----- |
| 1.   | Mario Lanzi         | Włochy            | 1:53,2 | Q     |
| 2.   | Chuck Hornbostel    | Stany Zjednoczone | 1:54,1 | Q     |
| 3.   | Brian MacCabe       | Wielka Brytania   | 1:55,4 | Q     |
| 4.   | Raymond Petit       | Francja           | 1:55,7 |       |
| 5.   | Ab Conway           | Kanada            | 1:55,9 |       |
| 6.   | Hjalmar Johannessen | Norwegia          | 1:56,0 |       |
| 7.   | Ferenc Temesvári    | Węgry             |        |       |
| 8.   | Jean Verhaert       | Belgia            |        |       |

### Finał
| Poz. | Zawodnik             | Reprezentacja     | Czas   |
| ---- | -------------------- | ----------------- | ------ |
| 1.   | John Woodruff        | Stany Zjednoczone | 1:52,9 |
| 2.   | Mario Lanzi          | Włochy            | 1:53,3 |
| 3.   | Phil Edwards         | Kanada            | 1:53,6 |
| 4.   | Kazimierz Kucharski  | Polska            | 1:53,8 |
| 5.   | Chuck Hornbostel     | Stany Zjednoczone | 1:54,6 |
| 6.   | Harry Williamson     | Stany Zjednoczone | 1:55,8 |
| 7.   | Juan Carlos Anderson | Argentyna         |        |
| 8.   | Gerald Backhouse     | Australia         |        |
| 9.   | Brian MacCabe        | Wielka Brytania   |        |